# 科尔特斯德亚拉贡
科尔特斯德亚拉贡，是西班牙阿拉贡自治区特鲁埃尔省的一个市镇。总面积25平方公里，总人口118人（2001年），人口密度5人/平方公里。